# Euploea mariesis
Euploea mariesis är en fjärilsart som beskrevs av Moore 1883. Euploea mariesis ingår i släktet Euploea och familjen praktfjärilar. Inga underarter finns listade i Catalogue of Life.